# Legden
Legden – miejscowość i gmina w Niemczech, w kraju związkowym Nadrenia Północna-Westfalia, w rejencji Münster, w powiecie Borken. W 2010 roku liczyła 6846 mieszkańców.